# Prawa cyfrowe
Prawa cyfrowe (ang. digital rights) – prawa związane z tworzeniem, użytkowaniem, publikacją i dostępem do mediów cyfrowych, a także z dostępem do i użytkowaniem urządzeń cyfrowych (komputery, telefony komórkowe, itp.). Niektóre z praw cyfrowych odnoszą się do uznanych praw człowieka, ale w kontekście nowych technologii (zwłaszcza Internetu). W szczególności termin ten odnosi się do praw związanych z tematami takimi jak prywatność i wolność słowa. Inne prawa cyfrowe dotyczą nowych zagadnień, np. czy dostęp do Internetu jest prawem człowieka (za takie prawo uznała je m.in. Francja).
Aktywizm na rzecz praw cyfrowych przybiera m.in. postać protestów przeciw prawom je ograniczającym, np. Anti-Counterfeiting Trade Agreement (ACTA). Organizacje wspierające prawa cyfrowe to m.in. Electronic Frontier Foundation, Partia Piratów, Fundacja Panoptykon i Fundacja Nowoczesna Polska.